# عوض عبيدة
عوض عبيدة  أو عوض اعبيدة (1923 - 2013)، فنان تشكيلي ليبي اشتهر برسم اللوحات المعبرة عن الحياة التراثية البسيطة في ليبيا. 

## محطات من حياته

إحدى لوحات عوض عبيدة التي تصور الحياة في البادية الليبة.

- تحصل على الشهادة الثانوية عام 1938، ثم سافر إلى إيطاليا لدراسة الرسم.
- أقام أول معرض له في بنغازي عام 1946، واستمر يقيم معارضاً سنوية حتى عام 1951.
- لم يقم بعد ذلك أي معرض في ليبيا حتى مرضه عام 1993!
- أقام عدة معارض في دول أخرى مثل سوريا، وإيطاليا، وفرنسا.
- اتخذ مرسماً له في لندن عام 1978 ورسم لوحات التراث لأكثر من اثني عشر سنة.
- قلّده الحسن الثاني ملك المغرب وسام الفن عام 1994 بعد أن أن أقام معرضاً تحت رعايته.
- حصل على عدد من الجوائز والشهادت التقديرية من مؤسسات مختلفة.